# Hanna Fridén
Hanna Terezia Fridén, född 18 mars 1986 i Stockholm, är en svensk journalist, illustratör, bloggare och programledare.

## Media
Under 2008 var Fridén programledare på ZTV för ZTV presenterar tillsammans med Mogge Sseruwagi och Melinda Wrede. Mellan 2008 och 2010 var hon anställd som bloggare av tidningen Metro och samma år vann hon Blog Awards i kategorin "Kaxigast i bloggvärlden". År 2010 startade hon i samarbete med Nyheter 24 sex- och samlevnadsswebbplatsen "Sex & Blandat". Samma år arbetade hon med LAFA med Kondom-08 i syfte att upplysa ungdomar om säkert sex.
År 2011 arbetade Fridén som kommentator i TV4 Nyhetsmorgon och som bisittare i Cissi Wallins program i Radio 1. Hanna Fridén är vidare nyhetskrönikör på Nyheter 24 och hon skriver en politisk blogg inriktad på samhällsfrågor.
Hanna Fridén har även varit verksam som frilansjournalist, bland annat för Sveriges Television och Sveriges Radio.

## Blogg
Hanna Fridén dokumenterade i sin tidigare blogg hur hon gick upp från en anorektisk kroppsvikt till normalvikt. Hennes arbete inom området började 2005 tillsammans med föreningen "Smal - Start Marketing All Looks" där hon bland annat gjorde illustrationer. Hon blandar politiska blogginlägg med intima beskrivningar ur sitt eget liv. Feminism, sex, anorexi och Aspergers syndrom är vanligen återkommande ämnen.

## Illustratör
Fridén är illustratör och gör egna webbserier. Tidigare arbetade hon med webbserien Frank som publicerades en gång om dagen på Nyheter 24.

## Privatliv
Fridén har diagnosen Aspergers syndrom.